# R.G. Sport
R.G. Sport bzw. Automóviles R.G. war ein argentinischer Hersteller von Automobilen.

## Unternehmensgeschichte
Ruben F. Garcia gründete Ende 1991 das Unternehmen in Buenos Aires. Er begann 1992 mit der Produktion von Automobilen. Der Markenname lautete RG, möglicherweise auch RG Sport. 1997 endete die Produktion.

## Fahrzeuge
Im Angebot standen zweisitzige Sportwagen. Die Basis bildete ein Rohrrahmen. Darauf wurde eine Karosserie aus Aluminium montiert. Zur Wahl standen Cabriolet, Coupé und Roadster. Verschiedene Vierzylindermotoren mit 1290 cm³, 1491 cm³, 1581 cm³, 1756 cm³ und 1995 cm³ Hubraum von Fiat sowie mit 1995 cm³ Hubraum und Turbolader von Lancia waren erhältlich. Die Motoren waren quer eingebaut und trieben die Vorderräder an.
Es gab auch Pläne für ein Fahrzeug mit zwei Motoren, von denen jeder eine Achse antrieb. Es ist unklar, ob dieses Fahrzeug fahrbereit fertiggestellt wurde.